# حزوان
حزوان قرية سورية تقع شرق شمال محافظة حلب وتبعد عنها 35 كم وتتبع لمدينة الباب وتبعد عن الباب 9 كم ، تحيط بالقرية من الشمال قرية الشيخ علوان وتبعد 3.25 كم عن القرية وقرية سوسيان وتبعد 4 كم، ومن الجنوب قرية دوير 2 كم ومن الغرب قرية عبلة 5 كم.د

## الجغرافية
بشكل عام قرية حزوان هي سهل مع وجود هضبة مرتفعة من الغرب والجنوب والشمال، وطبيعة جميلة خضراء وبساط من الجمال يحيط في المنطقة.

## النشاط الزراعي والتجاري والصناعي
الزراعة هي النشاط الأساسي في القرية وأهم المزروعات الزيتون والفستق الحلبي واللوز والتفاح ومحاصيل عديدة مثل العدس والشعير والكمون والخضروات مثل الباميا والبندورة والخيار والبطاطا وغيرها، ويوجد عدد من معامل البلوك الاسمنتي ومناشر وعدد من المحال التجارية لتوفير احتياجات القرية.